# Baccio d’Agnolo
Baccio d'Agnolo (született Bartolomeo Baglioni), (Firenze, 1462. május 19. – Firenze, 1543. március 6.) itáliai fafaragó, szobrász és építész. Szülővárosában élt és alkotott.

## Élete

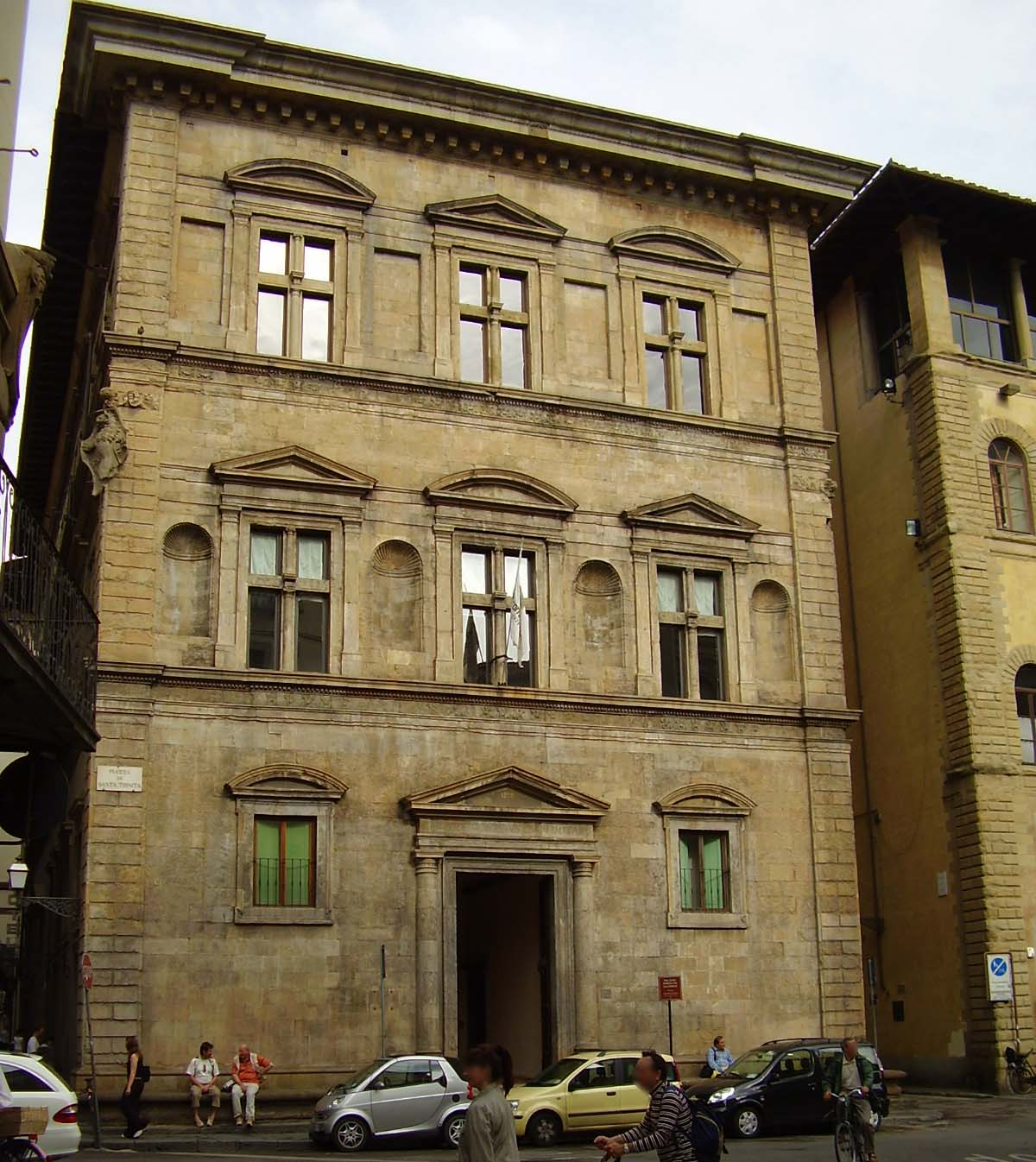
A Palazzo Bartolini Salimbeni

A Baccio a Bartolomeo név beceneve, családnevét pedig apja, Angelo gúnyneve - Bárány - után használta. Fafaragóként kezdte, 1491 és 1502 között a Santa Maria Novella templomon és a Palazzo Vecchión dolgozott. Miután szobrászként hírnevet szerzett, érdeklődése az építészet felé fordult, és Rómába ment tanulni. A 16. század elején már Simone Pollaióval dolgozott a Palazzo Vecchión, és 1506-ban megbízták azzal, hogy fejezze be a firenzei dóm kupolájának dobját. Ezt a munkáját Michelangelo megkritizálta, ezért a munka befejezetlen maradt.
D'Agnolo tervezte a Villa Borgherinit, a Palazzo Bartolini Salimbenit, és más palotákat is. A Bartolini-Salimbeni-palotán bevezetett újításai nem nyerték el a firenzeiek tetszését. Ő tervezte a Santo Spirito-templom harangtornyát is. Az ő műhelyében tanult Michelangelo, Andrea Sansovino, Antonio da Sangallo (az idősebb), Giuliano Sangallo és Raffaello Sanzio.

## Fordítás
- Ez a szócikk részben vagy egészben  a   Baccio D'Agnolo című angol Wikipédia-szócikk ezen változatának fordításán alapul.  Az eredeti cikk szerkesztőit annak laptörténete sorolja fel. Ez a jelzés csupán a megfogalmazás eredetét és a szerzői jogokat jelzi, nem szolgál a cikkben szereplő információk forrásmegjelöléseként.